# Захра, Кейша Фатима
Кейша Фатима Захра (индон. Keisha Fatima Az-Zahra; азерб. Keyşa Fatimə Zəhra; род. 12 августа 2003, Пеканбару) — азербайджанская бадминтонистка индонезийского происхождения, которая будет представлять Азербайджан на летних Олимпийских играх 2024 года в Париже.

## Карьера
В январе 2023 года стала серебряной призёркой международного турнира в Исландии, уступив в финале датской спортсменке.
В июне 2023 года на III Европейских играх в Кракове Кейша Фатима Захра в личном зачёте последовательно одержала три победы на групповом этапе и вышла в 1/8 финала. Здесь она уступила Дженджире Штадельманн из Швейцарии. 
В августе 2023 года Захра заняла первое место на турнире «Cameroon International 2023», проходящем в столице Камеруна Яунде.
В сентябре 2023 года бадминтонистка завоевала бронзовую медаль на международном турнире серии International Challenge, прошедшем в столице Перу Лиме. В личном зачете она одолела спортсменок из Канады, Кубы и Ирландии, но в полуфинале уступила победительнице турнира японке Каору Сугияме, заняв третье место и набрав 2800 рейтинговых очков.
В январе 2024 года заняла четвертое место в личном зачёте на турнире «VICTOR Swedish Open», проходившем в Упсале (Швеция).
30 апреля 2024 года Захра заняла 31-е место в обнародованном рейтинге Международной федерацией бадминтона и получила лицензию на летних Олимпийских играх в Париж. Игры в Париже станут первой Олимпиадой в карьере спортсменки.